# 湖南航空
湖南航空是一家位于中国湖南省的航空公司，前身为红土航空。湖南航空以长沙黄花国际机场为基地机场，在昆明、无锡、南京设有运营基地。

## 历史

### 红土航空时期
湖南紅土航空前身为红土航空，于2014年初发起，2015年4月通过中国民用航空局筹建公示，获得筹建许可证。主基地为昆明长水国际机场。
原红土航空由云南户户通网络科技公司、自然人唐龙成、云南德丰物流公司、昆明长青融资担保公司、云南明通物流公司、昆明东云航空票务代理公司和昆明德本商贸公司共同出资组建。从事国内航空客货运输业务，注册资本为人民币6亿元。2016年3月24日获得经营许可证，5月17日获得运行合格证，2016年5月21日正式投入运营。
由于发展缓慢，2017年7月引入同程旅游战略投资，股权发生变化，分别为同程控股旗下苏州长基投资(39.8%)、苏州金桔壹期投资合伙企业（20.92%）及深圳市天颂资产财富管理（34.29%）、自然人唐龙成(5%)。。红土航空成为全球首家由互联网新经济企业控股的航空公司。

### 湖南航空时期
2019年，红土航空股权再次发生变化，湖南省政府旗下的财信新兴产业基金入股红土航空，并成为其第二大股东，注册资本增至16.74亿元人民币。其中同程控股51%，湖南省政府旗下湖南省新兴产业股权投资引导基金持股26%，深圳市天颂资产财富管理、自然人唐龙成持有其他23%的股份。公司名将变更为湖南红土航空股份有限公司，总部将迁至湖南长沙。
继完成工商注册资料变更并获得民航局颁发的新经营许可证后，12月1日，湖南航空完成补充运行合格审定工作，拿到主运营基地和航空承运人名称变更后的运行合格证，标志着湖南正式迎来首家本土航空公司。随后湖南航空已同步启动机队涂装更改工作，不久将以湖南航空全新形象亮相，另外，在机票销售、航班信息查询等方面也将逐步替换使用湖南航空名称及标志。未来，湖南航空将以湖南省会长沙为中心，积极融入“长沙四小时航空经济圈”，并结合股东同程航旅的互联网技术和旅游资源、渠道优势，着力打造“互联网+”精品航空。
2020年12月8日上午9点28分，一架机身喷涂为“湖南航空”的空客A319客机在长沙黄花国际机场落地，驶过水门，标志着湖南航空正式开始运营。为保持品牌一致性，湖南航空的客机涂装保持了红灰的主色调以及“鸿鹄”的logo设计，机身英文名也延续了Air Travel。

## 航点
目前湖南航空已通航昆明、长沙、南京、成都、无锡、青岛等全国31个城市。

## 机队

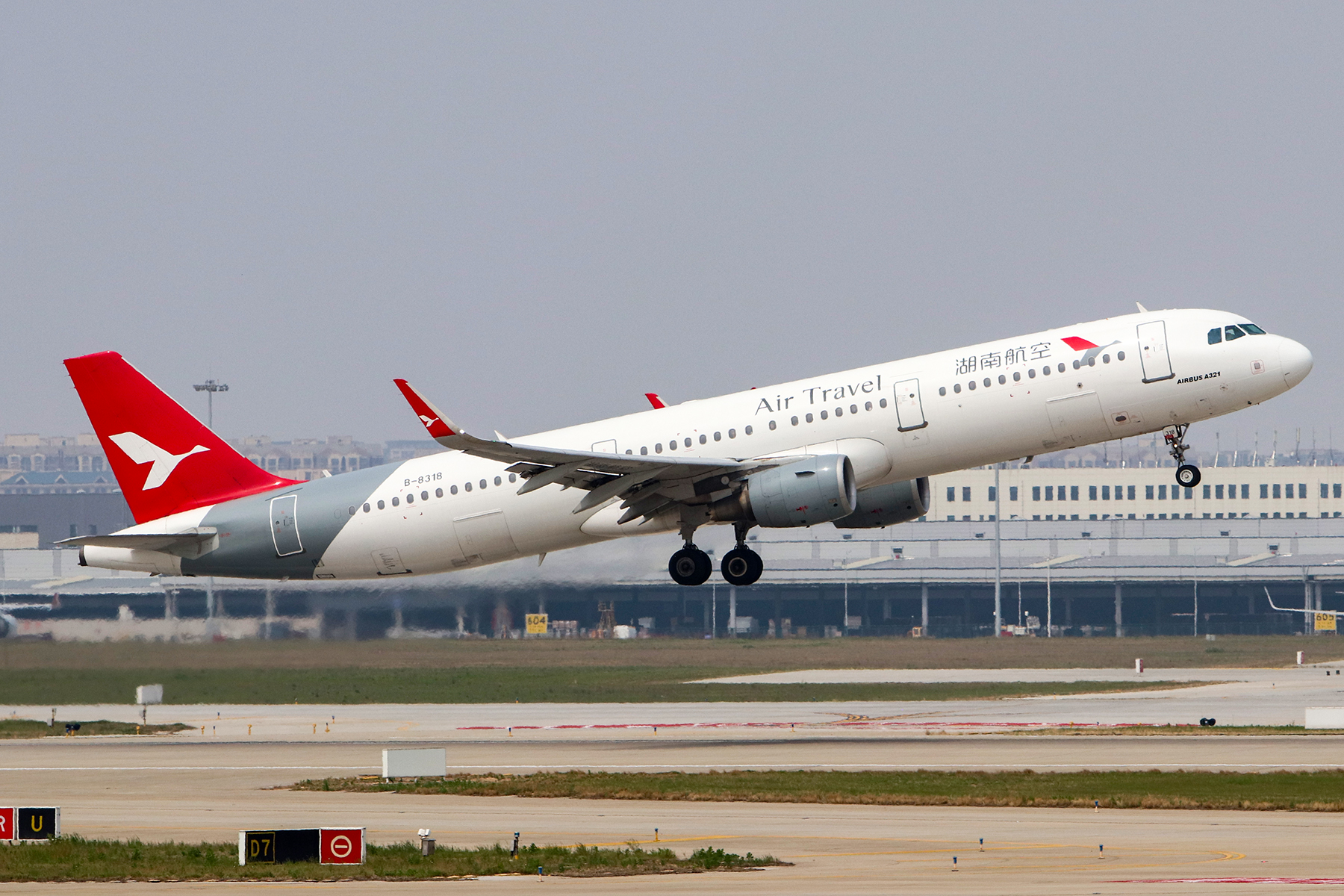
湖南航空的空中客车A321客机于郑州新郑国际机场起飞

## 轶事
2023年7月13日，湖南航空A67773航班（保山——北京首都）因有乘客突发疾病，而紧急备降在昆明长水国际机场。此做法获得了人民日报的点赞。